# Nasser Zefzafi
Nasser Zefzafi (Berbers: ⵏⴰⵚⵔ ⴰⵣⴼⵣⴰⴼ, Naṣer Azefzaf, Arabisch: ناصر الزفزافي), geboren in Al Hoceima 4 november 1979, is een Riffijnse politiek activist uit Noord-Marokko.
Hij staat bekend als de leider van de "Hirak van het Rif", een Berberse Riffijnse volksbeweging die streeft naar: meer vrijheid, minder corruptie, banen voor jongeren, beter onderwijs, een hoogwaardig ziekenhuis voor kankerpatiënten, de afschaffing van de militarisering van de provincie en een algemene verbetering van de leefomstandigheden van de bewoners van de Rif in noord Marokko.
De Rif-beweging was gekenmerkt door een sterke afkeuring, berisping en veroordeling door de demonstranten tegen de Marokkaanse regering en tegen de koning van Marokko zelf. Nasser Zefzafi had meerdere keren op Youtube-video's en op straatprotesten de koning van Marokko scherp bekritiseerd. Zijn betrokkenheid bij protesten in Al Hoceima leidde in mei 2017 tot zijn arrestatie, en veroordeling tot 20 jaar gevangenis.

## Levensloop
Naar verluidt stamt Zefzafi uit een familie die al eerder politiek betrokken was; zijn overgrootvader zou minister van Binnenlandse zaken zijn geweest in de Rif-Republiek van Mohammed Abdelkrim El Khattabi. Zijn vader zou actief zijn geweest in de Union nationale des forces populaires en in de USFP. Hij is opgegroeid in de volkswijk Tudrin n-Malik en heeft verschillende baantjes zoals uitsmijter en telefoonverkoper gehad. Bekendheid kreeg hij als woordvoerder tijdens de protesten die volgden op de dood van Mohsin Fikri, een visverkoper die verpletterd werd in een vuilcontainer toen deze zijn door de politie in beslag genomen kwam ophalen nadat hij geweigerd had om smeergeld te betalen aan de politie. Om te voorkomen dat de vis in de vuilcontainer gedeponeerd zou worden ging hij er zelf in zitten. Deze protesten liepen uit een beweging die onder de naam Hirak Al-Hoceima of Hirak al-Rif bekend staat, en die zich over meerdere steden in Marokko uitspreidde.

## Arrestatie en berechting

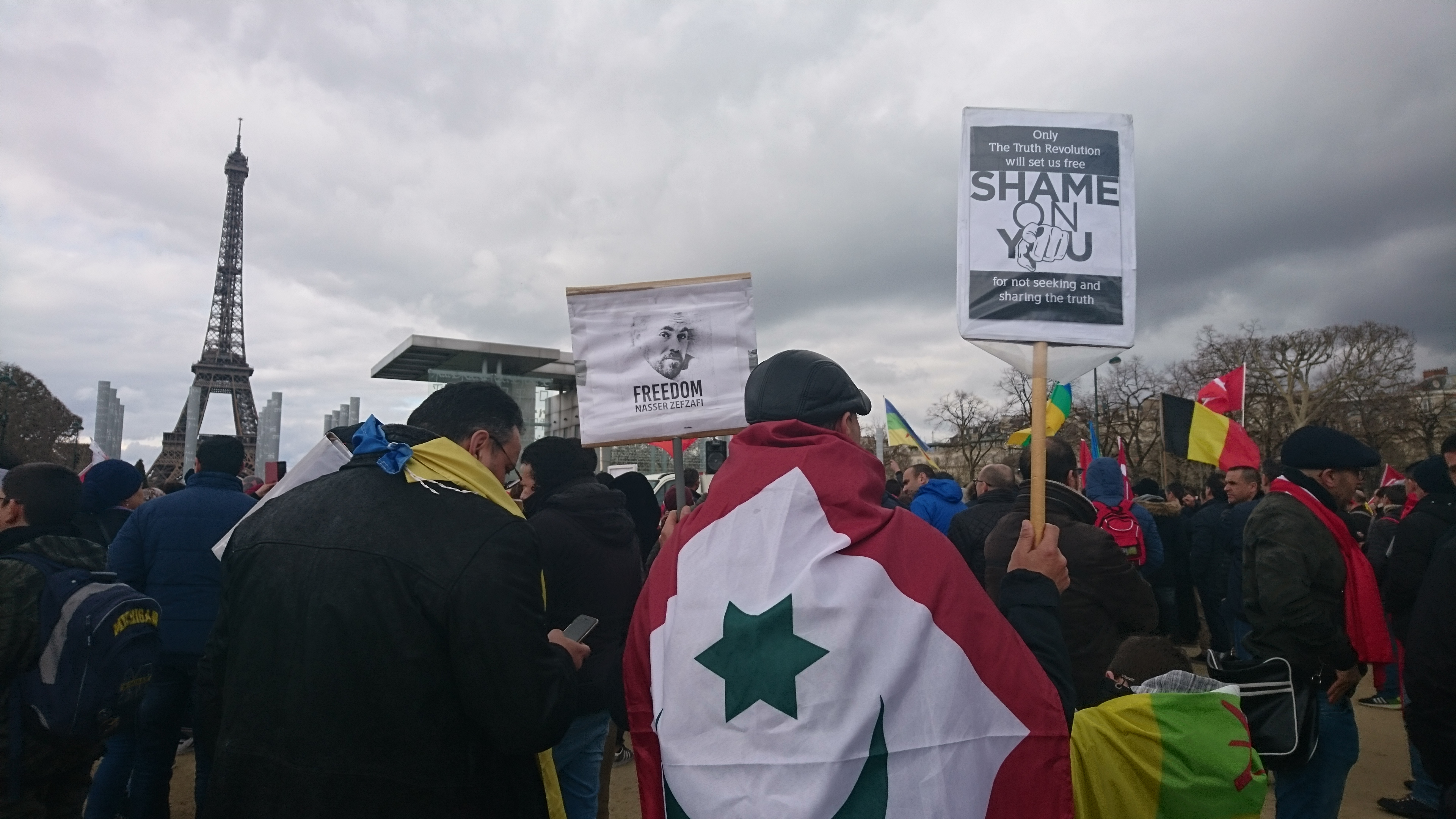
Een protest ter ondersteuning van hen die als gevolg van de Hirak gevangen genomen zijn, met name Zefzafi. Parijs, 31 maart 2018.

Op 26 mei 2017 was Zefzafi aanwezig bij het vrijdaggebed in een moskee in Al-Hoceima, en bekritiseerde daar en plein public de imam die zich tegen de protesten keerde. Beelden hiervan deden al snel de ronde op sociale media, en leidden ertoe dat er een arrestatiebevel tegen Zefzafi werd uitgevaardigd. Hij dook onder, maar hij werd enkele dagen later, ondanks tegenstand van sympathisanten, door de Marokkaanse politie opgepakt, en per helikopter naar een gevangenis in Casablanca afgevoerd. Hij werd berecht op aanklacht van "het in gevaar brengen van de staatsveiligheid, vandalisme, poging tot moord, plundering van meerdere regio’s en het ontvangen van geld voor propaganda activiteiten om de eenheid van het koninkrijk te schenden". Dit resulteerde in een veroordeling tot een onvoorwaardelijke gevangenisstraf van 20 jaar.